# Musa azizii
Musa azizii là một loài thực vật có hoa trong họ Musaceae. Loài này được Häkkinen mô tả khoa học đầu tiên năm 2005.